# 1. tirolski lovski polk (Avstro-Ogrska)
Za druge 1. polke glejte 1. polk.
1. tirolski lovski polk (nemško 1. Tiroler Jäger Regiment) je bil pehotni polk avstro-ogrske skupne vojske.

## Zgodovina
Polk je bil ustanovljen leta 1895. 

### Prva svetovna vojna
Polkovna narodnostna sestava leta 1914 je bila sledeča: 58% Nemcev, 38% Tirolcev in 4% drugih. Naborni okraj polka je bil v Innsbrucku, Brixnu, Trentu in Libercu, pri čemer so bile polkovne enote garnizirane sledeče: Trdnjava Trento (štab, I. in II. bataljon), Levico (III. bataljon) in Innsbruck (IV. bataljon).

## Poveljniki polka
- 1908: Friedrich Kruis[3]
- 1914: Karl Hollan[1]